# István Békeffy
István Miklós Békeffy (auch István Békeffi, István Békefi, Stefan Békeffy, Stephan Békeffy und Stephan Békeffi) (* 31. August 1901 in Szeged, Österreich-Ungarn; † 9. Juni 1977 in Budapest) war ein ungarischer Komödienautor, Kabarettist und Drehbuchautor.

## Leben
István Békeffy studierte an den Militärschulen in Oradea, Sopron und Budapest. Im Jahr 1926 heiratete er Schauspielerin Ida Turay (1908–1997), die in vielen seiner Filme und Theaterstücke spielte. 1957 übersiedelte Békeffy zusammen mit seiner Frau in die Schweiz. 1971 kehrte die Familie zurück nach Budapest.
Er schrieb oft in Zusammenarbeit mit László Vadnai und Adorján Stella. Insgesamt war Békeffy als Drehbuchautor an rund 60 Film- und Fernsehproduktionen beteiligt.

## Filme (Auswahl)
- 1931: Die Privatsekretärin
- 1934: Tempel der Schönheit (Kiss and Make-Up)
- 1936: Fräulein Lilli
- 1957: Die unentschuldigte Stunde
- 1957: Der Hund, der „Herr Bozzi“ hieß (Un angelo è sceso a Brooklyn)
- 1959: Alle lieben Peter
- 1959: Ein Mann geht durch die Wand
- 1960: Der Jugendrichter
- 1960: Das schwarze Schaf
- 1961: Die Schatten werden länger
- 1961: Der Lügner
- 1962: Max, der Taschendieb
- 1963: Ein fast anständiges Mädchen
- 1963: Es war mir ein Vergnügen
- 1965: Dr. med. Hiob Prätorius
- 1966: Adrian, der Tulpendieb
- 1969: Tagebuch eines Frauenmörders (TV)
- 1973: Csinom Palkò

## Auszeichnungen
- Attila-József-Preis